# Economics and Human Biology
 Economics and Human Biology  è una rivista accademica trimestrale interdisciplinare, i cui articoli sono sottoposti a revisione paritaria. Fu fondata nel 2003 dallo storico dell'economia John Komlos, in collaborazione con la casa editrice Elsevier.
Il periodico pubblica articoli inerenti alla biologia economica, disciplina che studia le interazioni fra la biologia umana e l'economia. Nel contesto della salute umana, gli articoli affrontano anche i temi della nutrizione, dell'obesità, del peso forma e dell'aspetto fisico.